# Средский повет
Средский повет (пол. Powiat średzki (wielkopolski)) — повет (район) в Польше, входит как административная единица в Великопольское воеводство. Центр повета — город Сьрода-Велькопольска. Занимает площадь 623,18 км². Население — 57 429 человек (на 31 декабря 2015 года).

## Административное деление
- города: Сьрода-Велькопольска
- городско-сельские гмины: Гмина Сьрода-Велькопольска
- сельские гмины: Гмина Доминово, Гмина Кшикосы, Гмина Нове-Място-над-Вартон, Гмина Занемысль

## Демография
Население повета дано на 31 декабря 2015 года.
| Перепись            | Всего | Мужчины | Женщины |
| ------------------- | ----- | ------- | ------- |
| Всего               | 57429 | 28238   | 29191   |
| Городское население | 22740 | 10983   | 11757   |
| Сельское население  | 34689 | 17255   | 17434   |